# Galinduste
Galinduste é um município da Espanha na província de Salamanca, comunidade autónoma de Castela e Leão, de área 31,63 km² com população de 510 habitantes (2007) e densidade populacional de 17,09 hab/km².

## Demografia
| Variação demográfica do município entre 1991 e 2004 | Variação demográfica do município entre 1991 e 2004 | Variação demográfica do município entre 1991 e 2004 | Variação demográfica do município entre 1991 e 2004 |
| --------------------------------------------------- | --------------------------------------------------- | --------------------------------------------------- | --------------------------------------------------- |
| 1991                                                | 1996                                                | 2001                                                | 2004                                                |
| 628                                                 | 588                                                 | 539                                                 | 540                                                 |